# Eberhard Schlotter
Eberhard Schlotter (Hildesheim, 3 de junio de 1921 - Altea, 8 de septiembre de 2014) fue un dibujante, profesor y grabador alemán.

## Biografía
Schlotter nació en el seno de una familia de artistas. Era hijo mayor del escultor y profesor de arte Heinrich Schlotter (1886-1964) y de Irene Noack (1898-1987). Sus hermanos, el renombrado escultor Gotthelf Schlotter (1922-2007), Georg y Jeanne Irene, eran artistas.
Desde su infancia, Eberhard se sintió atraído por las artes. En 1934 apareció su primer dibujo a pluma en un periódico. Fue alumno libre de Wilhem Maiggater en la escuela de Artes y Oficios y en la Escuela Industrial de Hildesheim. Maiggater le enseñó los rudimentos del grabado con aguja de acero y diamante y la técnica del grabado al aguafuerte. Pronto dio a luz su primer grabado y realizó su primera exposición individual. En 1939 empezó sus estudios en la Academia de Bellas Artes de Múnich. En 1941 participó como artista más joven en la Gran Exposición de Arte Alemán de Múnich. Sus obras disgustaron a los representantes del Partido Nazi.
Movilizado, Schlotter luchó en el frente del Este entre 1941 y 1945. Gravemente herido en 1944, conoció en el hospital a su futura mujer, la entonces enfermera Dorothea von der Leyden, con la que contrajo matrimonio el 6 de agosto de ese mismo año. Prisionero por parte del Ejército de los Estados Unidos, en 1945 fue liberado tras pasar varios meses en Cherbourg y Le Mans. En Múnich prosiguió sus estudios de arte. En 1947 nació su hija Sibyla.

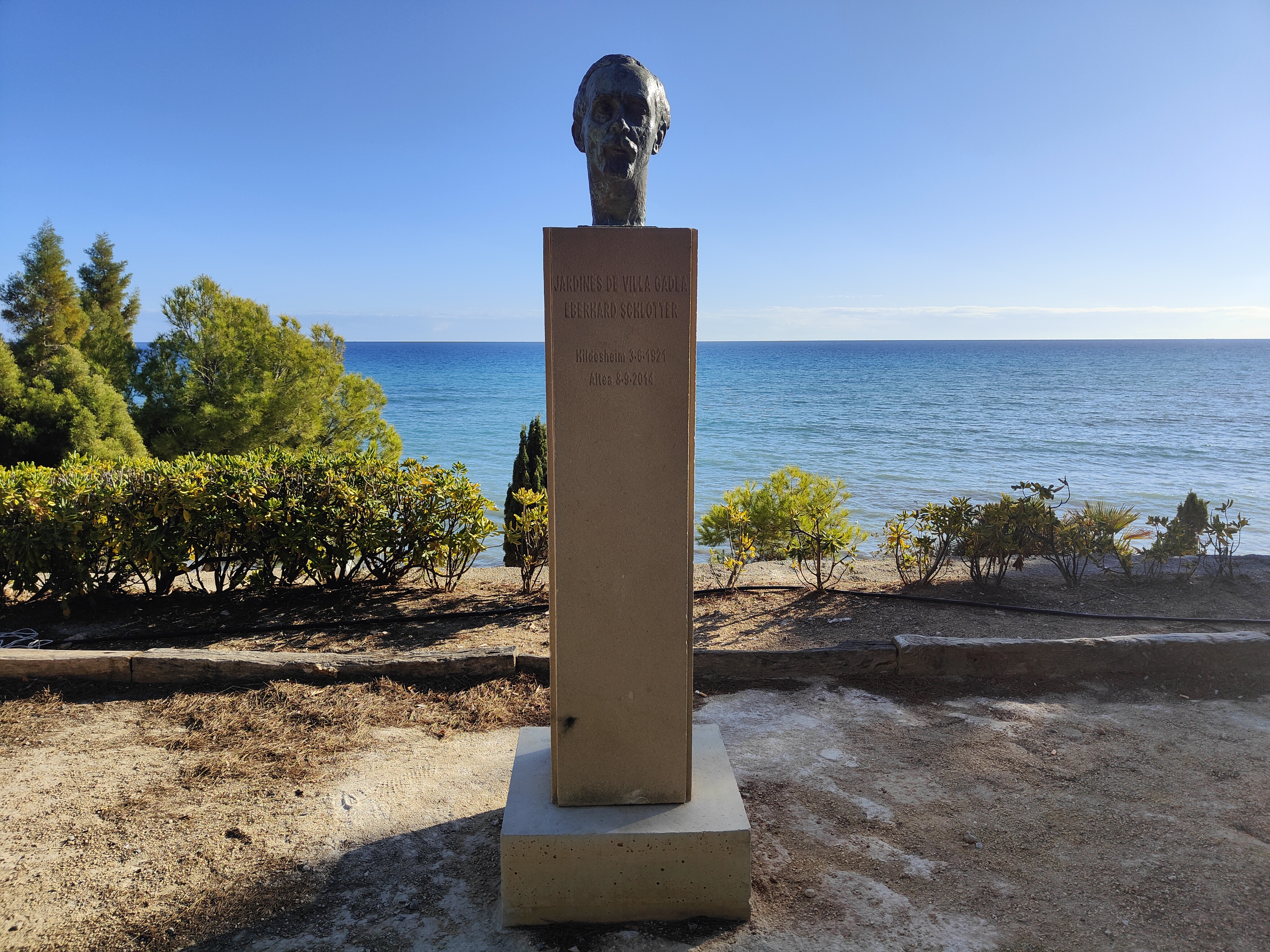
Busto conmemorativo de Eberhard Schlotter en los jardines de Villa Gadea de Altea

En 1955 conoció al novelista Arno Schmidt, de lo cual resultaron numerosos retratos del novelista y pinturas del pueblo en el que vivía, Bargfeld. En los años setenta conoce a Alfredo Gómez Gil, de cuyas obras será principal ilustrador, y a Camilo José Cela.
Instalado desde 1956 en Altea (Alicante), su Fundación tiene sede en esa ciudad española, donde tiene su estudio, y en la alemana de Celle.
Fue profesor en la Escuela de Artes Plásticas de Hamburgo y catedrático de la Universidad Johannes Gutenberg de Maguncia. En 1972 fue designado miembro correspondiente de la Real Academia de Bellas Artes de San Fernando. Schlotter estaba considerado como uno de los mejores grabadores del momento en el panorama internacional y el gran maestro de aguafuerte.

## Obra
Ilustró libros en Francia, Italia y Alemania. En España destacan los siguientes trabajos:
- Juan Ramón Jiménez, Platero y yo, GISA 1975.
- Poemas de la Rosa: Homenaje a Rainer María Rilke, con aguafuertes originales de José Caballero Luis García Ochoa, José Guinovart, Benjamín Palencia, José Vela Zanetti y Eberhard Schlotter, enero de 1975
- Alfredo Gómez Gil, A las cinco de la tarde, 150 carpetas numeradas con 13 aguafuertes. Altea. Madrid. Ediciones de Arte. 1975
- Giovanni Boccaccio, El Decamerón, Rembrandt, 1976.
- Felipe Choclán, La Caza, aguafuertes, prólogo de Camilo José Cela. Rembrandt 1978.
- El Quijote, leído por Camilo José Cela, aguafuertes, Rembrandt 1980-81.
- Juan Pérez de Tudela, Cristóbal Colón, 29 aguafuertes y 52 litografías. Rembrandt y Liber Ediciones 1989.
- Alfredo Gómez Gil, Nanas para dormirlos... y despertarlos, ed. bilingüe japonés-español, traducido al japonés por Etsuko Asami, EDAF, 1999